# تاکایوکی کومینه
تاکایوکی کومینه (انگلیسی: Takayuki Komine؛ زادهٔ ۲۵ آوریل ۱۹۷۴) بازیکن فوتبال اهل ژاپن است.
از باشگاه‌هایی که در آن بازی کرده‌است می‌توان به باشگاه فوتبال توکیو و باشگاه فوتبال کاشیوا ریسول اشاره کرد.